# دیو بری (بازیکن فوتبال)
دیو بری (انگلیسی: Dave Berry؛ زادهٔ ۱ ژوئن ۱۹۴۵) بازیکن فوتبال اهل بریتانیا است.
از باشگاه‌هایی که در آن بازی کرده‌است می‌توان به باشگاه فوتبال مکلسفیلد تاون و باشگاه فوتبال بلکپول اشاره کرد.